# Triple Play 97
A Triple Play 97 baseball-videójáték, a Triple Play sorozat második tagja, melyet az Extended Play fejlesztett és az EA Sports jelentetett meg. A játék 1996 februárjában jelent meg Sega Genesis, illetve 1996 júniusában PlayStation és Windows platformokra. A 97 volt a Triple Play sorozat első tagja, amely Észak-Amerikán kívül is megjelent; a PlayStation-verziót 1997. január 17-én az Electronic Arts Victor Japánban is megjelentette. A Genesis-kiadás Triple Play Gold Edition címmel jelent meg.

## Fogadtatás
Az IGN 9/10-es pontszámra értékelte a PlayStation-verziót dicsérve a grafikát, illetve a hangkommentárt, összegzésként megjegyezve, hogy „A Triple Play ’97 játéktermi része ugyan nem olyan komplex, mint például a Bottom of the Ninthé, azonban az összképet tekintve a Triple Play az egyértelmű győztes.” A GameSpot szerkesztője is 9/10-es pontszámmal díjazta a játékot, és pozitívumként szintén a grafikát emelte ki elsősorban, míg negatívumként az irányítás egyes részeit jelölte meg, összegzésként hozzáfűzve, hogy „Ha az EA pár irányításbeli javítást és egyedi játékosanimációkat […] is hozzáadna a játékhoz, akkor meglehet, hogy a játékosok a tökéletes baseballjátékot tarthatnák a kezükben.” A weboldal a Windows-verziót szintén 9/10-es pontszámmal díjazta, dicsérve a játék grafikáját, az irányítását, a mesterséges intelligenciáját és a hangkommentárt. Az ütőrendszert a játék legjobb részének nevezte, megjegyezve, hogy „Egyetlen PC-baseballjáték sem adott soha korábban ilyen mértékű ütőirányítására mint ez a cím.”
A PC Gamer 1998-ban minden idők harminckilencedik legjobb számítógépes játékának nevezte a játékot, kiemelve, hogy „A Triple Play 97 gyors, addiktív és a nagyszerű grafikájával és kéttagú kommentátorgárdájával olyan autentikus egy-nap-a-stadionban hangulatba meríti a játékost, mint semmi más.”